# Sender Stuttgart-Degerloch
Der Sender Stuttgart-Degerloch war eine Sendeanlage für Rundfunk auf dem Hoffeld südlich von Stuttgart-Degerloch. Er wurde 1926 von der Deutschen Reichspost für die Süddeutsche Rundfunk AG (SÜRAG) in Betrieb genommen und strahlte bis 1930 deren Hörfunkprogramm auf Mittelwelle aus. Ab 1950 wurde einer der beiden 100 Meter hohen Sendemasten vom Süddeutschen Rundfunk (SDR) zur Ausstrahlung seiner beiden Hörfunkprogramme auf UKW genutzt, bis der Standort 1956 durch den Stuttgarter Fernsehturm ersetzt und die Masten anschließend abgebaut wurden.

## Geschichte
Die Anlage ging am 28. November 1926 in Betrieb und verwendete als Sendeantenne eine T-Antenne, die an zwei 100 Meter hohen, freistehenden Stahlfachwerktürmen aufgehängt war. Die HF-Ausgangsleistung des verwendeten Senders betrug 1,5 kW, was gegenüber dem zuvor verwendeten Sender auf dem Pragsattel mit 250 W Ausgangsleistung den Rundfunkempfang im Großraum Stuttgart verbesserte, aber – wie sich schon bald herausstellte – keine flächendeckende Rundfunkversorgung von Württemberg, Nordbaden und Hohenzollern zuließ. Zur Versorgung von Südbaden wurde gleichzeitig ein Sender in Freiburg (Kirchstraße 4) in Betrieb genommen.
Bereits am 20. Dezember 1930, mit der Inbetriebnahme des Großsenders Mühlacker, wurde der Standort Stuttgart-Degerloch stillgelegt. Als am Sender Mühlacker 1933/34 Umbauarbeiten erfolgten, wurde er vorübergehend wieder in Betrieb genommen. Danach wurden die Anlagenbestandteile jedoch nicht entfernt; sie überstanden auch den Zweiten Weltkrieg. 1950 richtete der Süddeutsche Rundfunk auf einem der beiden Türme einen UKW-Sender für sein erstes Hörfunkprogramm ein, 1951 folgte ein weiterer UKW-Sender für das zweite Hörfunkprogramm. Durch die Inbetriebnahme des Stuttgarter Fernsehturms 1956 wurde die Sendeanlage auf dem Hoffeld überflüssig und der erste der beiden Türme abgerissen. Wenig später folgte auch der zweite Turm.
Trotzdem war der Sender Stuttgart-Degerloch auf vielen Kartenwerken noch bis in die 1980er-Jahre verzeichnet. Heute befindet sich auf dem Areal des einstigen Senderareals eine Wohnsiedlung mit Flachdachhäusern. Die Straßennamen Bei den Funktürmen, Nauener Straße und Norddeichweg erinnern noch heute an den einstigen Senderstandort.

## Koordinaten der einstigen Sendetürme
Die Positionen wurden anhand einer alten Luftaufnahme ermittelt:
- Turm Süd: 48°44'2,31" N 9°10'32,12" O
- Turm Nord: 48°44'6,93" N 9°10'32,28" O

## Trivia
Im Wappen des Sportvereins SV Hoffeld e.V. ist ein Sendeturm des ehemaligen Senders Stuttgart-Degerloch abgebildet.

## Galerie

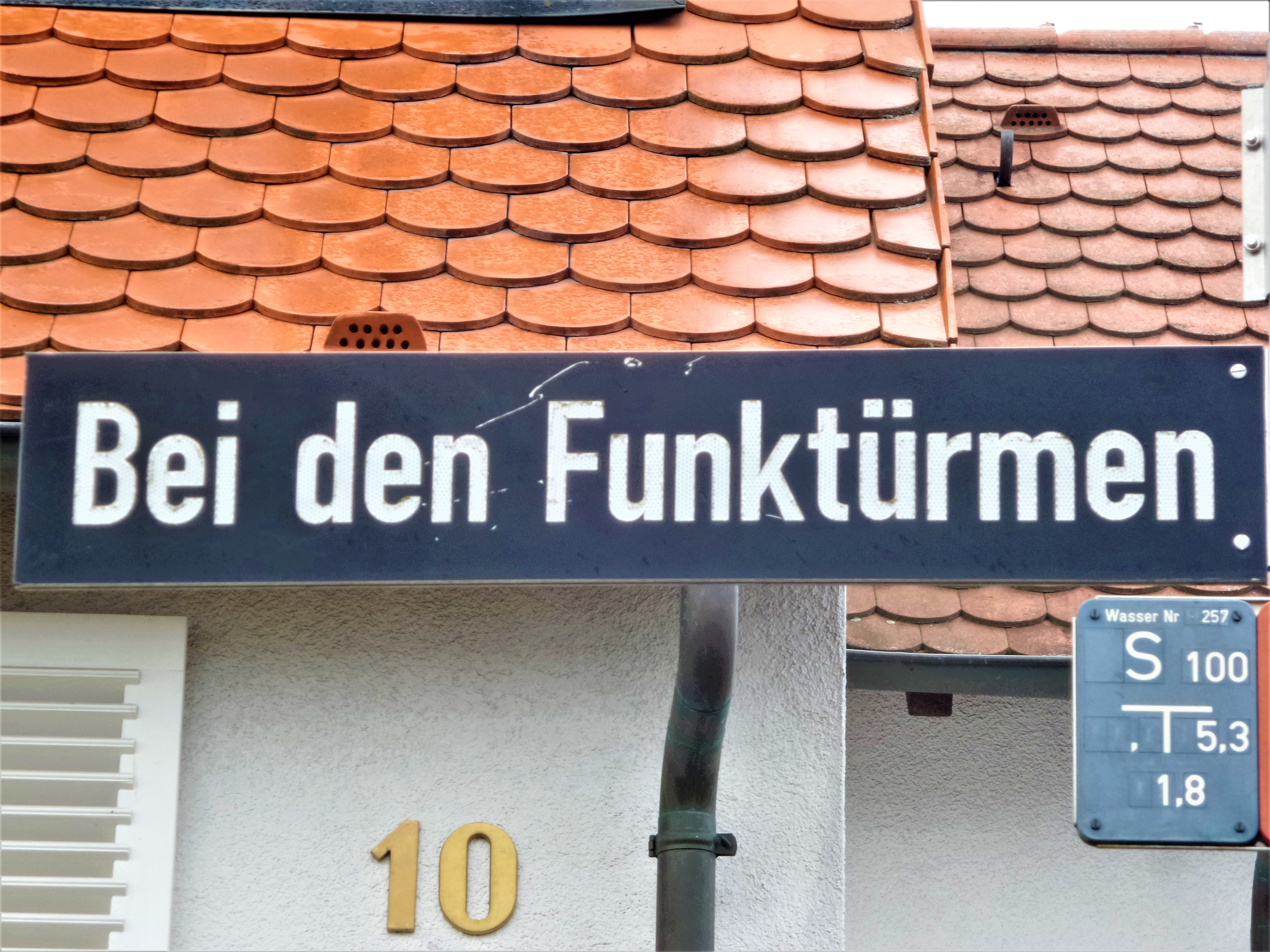
Bei den Funktürmen
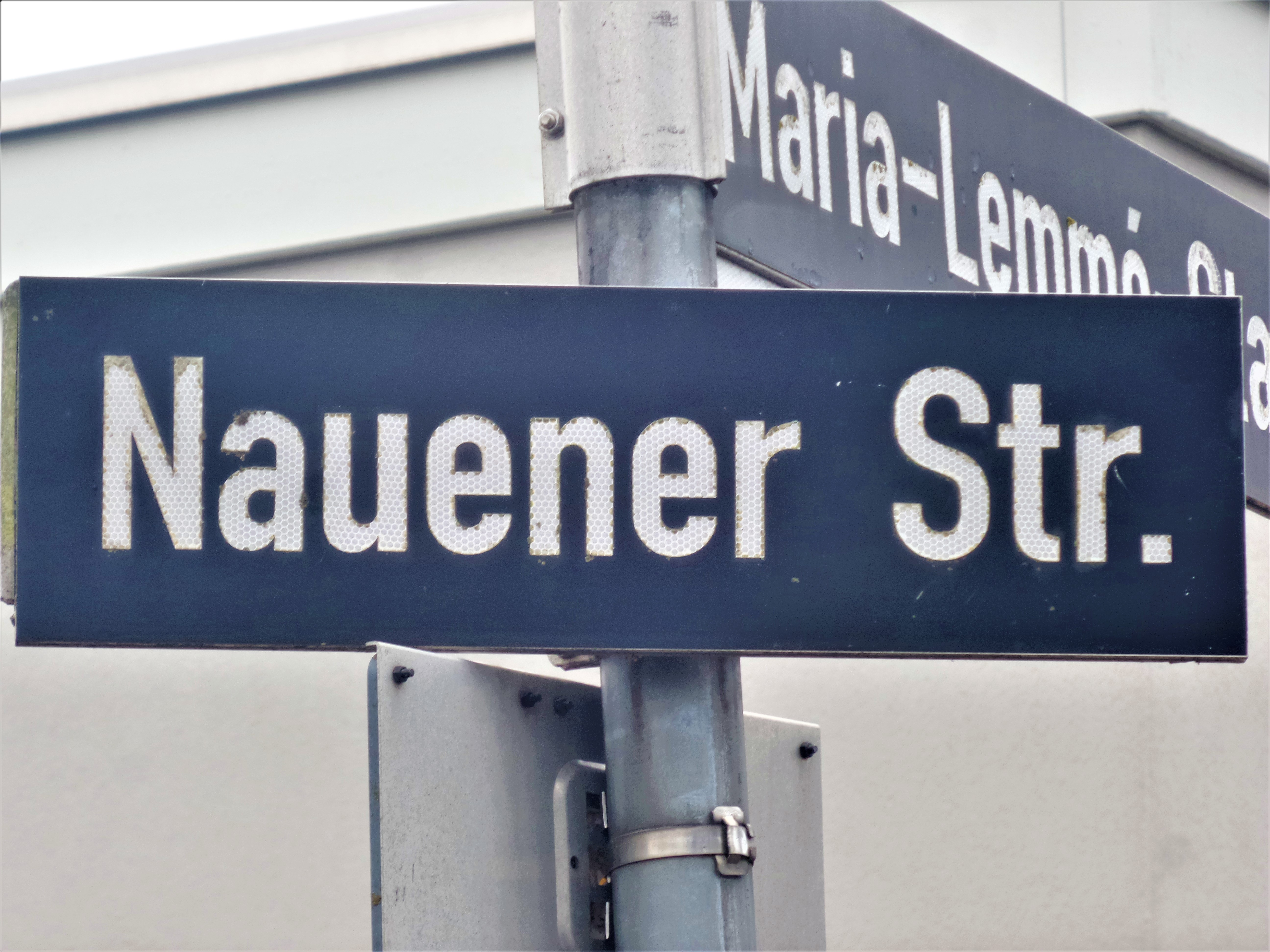
Nauener Straße
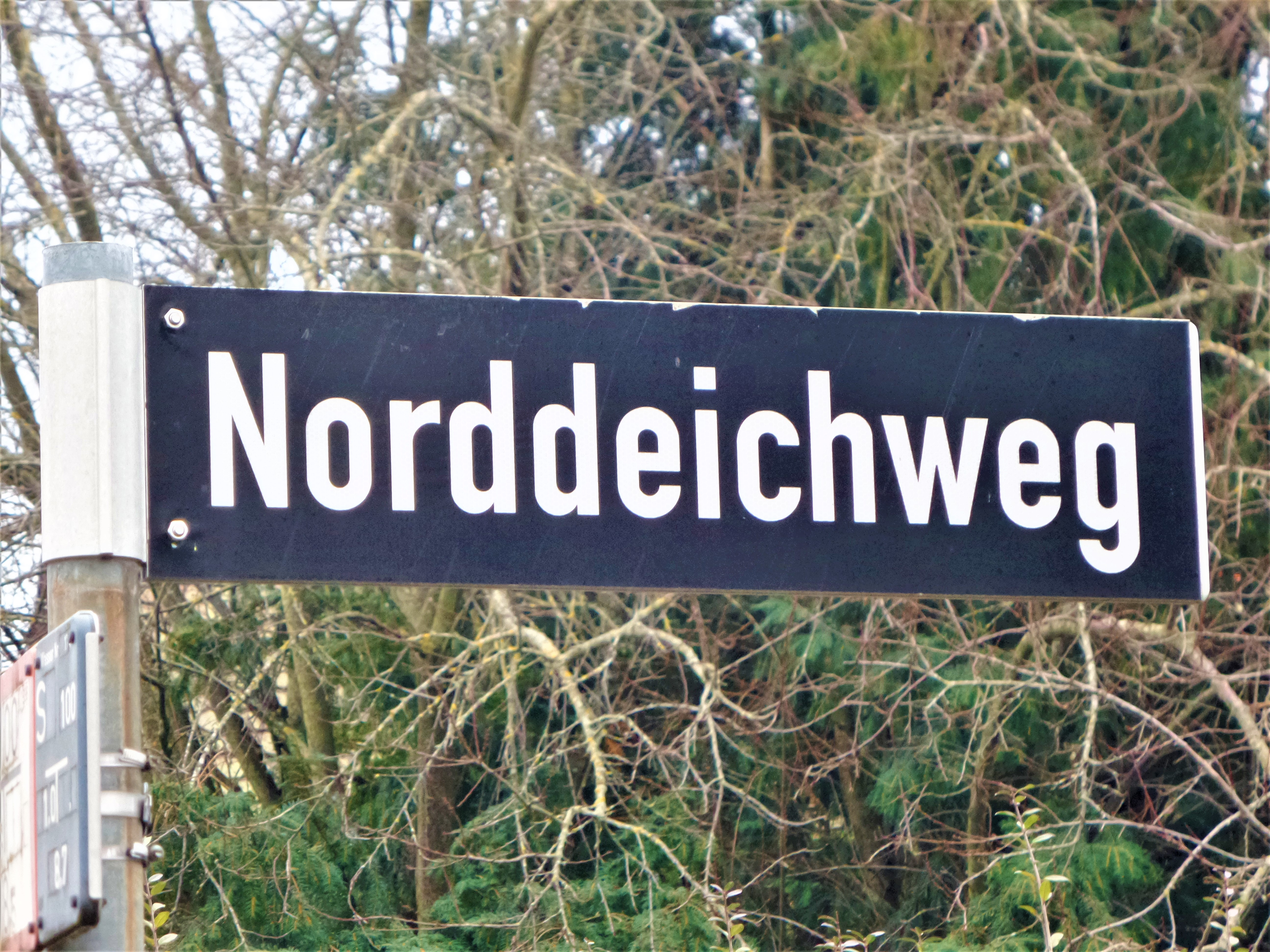
Norddeichweg